# Roger Van Hool
Roger Van Hool (Antwerpen, 27 september 1940 – Parijs, 28 augustus 2023) was een Belgisch acteur.

## Levensloop
Roger Van Hool werd geboren in Antwerpen. Met zijn moeder sprak hij Antwerps, met zijn vader Frans. Om zijn Frans te verbeteren werd hij ook naar een internaat gestuurd in Nijvel.
Hij begon zijn acteercarrière bij het Nederlands Kamertoneel in Antwerpen. Nadien verhuisde hij naar Parijs en maakte hij deel uit van de theaterproductie Le Knack (1966). In de daaropvolgende jaren werkte hij aan verschillende Franse theater-, film- en televisieproducties mee. Zo had hij in de jaren 1960 rollen in films als Oscar (1967) en La chamade (1968).
In de jaren 1970 werkte hij met de Belgische filmmaker André Delvaux samen aan Rendez-vous à Bray (1971) en Een vrouw tussen hond en wolf (1979). Een decennium later werkten de twee ook samen aan Delvauxs laatste film L'Œuvre au noir (1988). In de jaren 1980 had Van Hool ook rollen in La Femme d'à côté (1981) van François Truffaut en Iris (1987) van Mady Saks. Voor die laatste film werd hij door de Nederlandse acteur Hein Boele nagesynchroniseerd.
Nadien stopte Van Hool enkele jaren met acteren en trok hij zich terug in de Pyreneeën. Midden jaren 1990 kwam hij terug uit pensioen voor De ooggetuige, een Vlaamse film van regisseur Emile Degelin.
Roger Van Hool overleed op 82-jarige leeftijd.

## Filmografie
| - Oscar (1967) - Des garçons et des filles (1967) - À tout casser (1968) - La chamade (1968) - La Prisonnière (1968) - Catherine, il suffit d'un amour (1969) - Et qu'ça saute! (1970) - Rendez-vous à Bray (1971) - Louisa, een woord van liefde (1972) - Le soldat Laforêt (1972) - L'assassino... è al telefono (1972) - Verloren maandag (1974) - Le jardin des supplices (1976) - Krystyna et sa nuit (1976) - Doctor Vlimmen (1978) - Een vrouw tussen hond en wolf (1979) - L'enfant roi (1980) - La Femme d'à côté (1981) - Une femme en fuite (1982) - La fuite en avant (1983) - Lock (1983) |  | - L'été provisoire (1985) - Iris (1987) - Les nouveaux tricheurs (1987) - L'Œuvre au noir (1988) - L'affaire (1994) - De ooggetuige (1995) - Je veux tout (1999) - Tanguy (2001) - Ah! Si j'étais riche (2002) - Le genre humain - 1ère partie: Les Parisiens (2004) - Aux abois (2005) - Dialogue avec mon jardinier (2007) - Erreur de la banque en votre faveur (2009) - United Passions (2014) - As Above, So Below (2014) - L'Odyssée (2016) - La vérité (2019) |